# Kompozycja szachowa

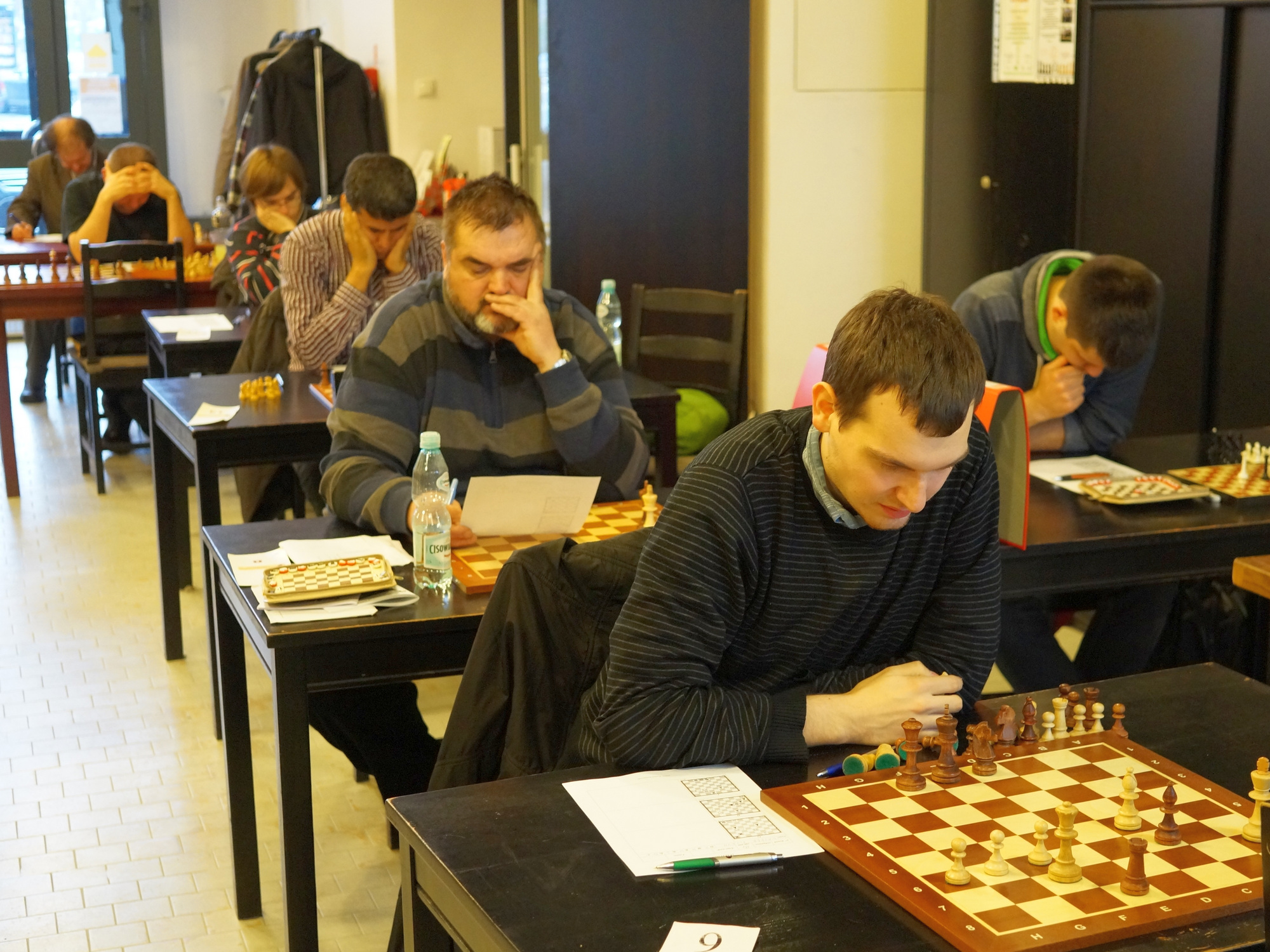
Zawody XIII Warsaw Chess Solving Grand Prix 2014, na pierwszym planie Kacper Piorun – pięciokrotny mistrz świata (2011, 2014-2017).

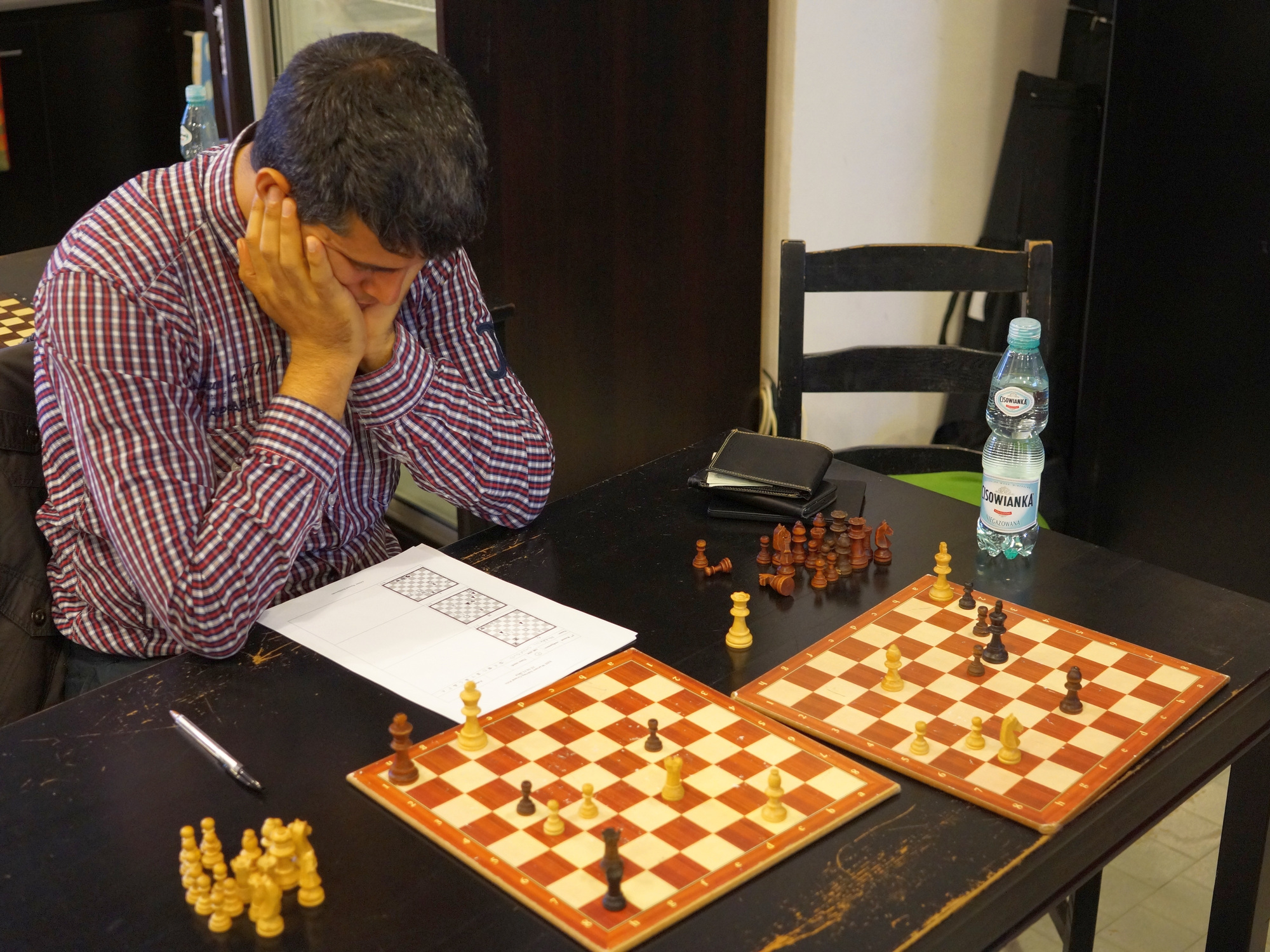
Abdelaziz Onkoud (Maroko) podczas rozwiązywania problemu szachowego, XIII Warsaw Chess Solving Grand Prix 2014.

Kompozycja szachowa – odrębna dziedzina szachów. Polega na stworzeniu na szachownicy sztucznego układu bierek, który zawiera interesującą ideę lub kombinację. Osobę układającą problemy i kompozycje szachowe nazywa się kompozytorem bądź problemistą. Problemy szachowe dzielą się na ortodoksyjne (dwuchodówki (zob. diagram 1), trzychodówki, wielochodówki, Samomaty i Maty pomocnicze) oraz nieortodoksyjne (problemy warunkowe, analityczne, z bajkowymi figurami, z innym układem szachownicy, z innymi zasadami gry, rekonstrukcje). Z założenia każdy problem szachowy ma tylko jedno rozwiązanie (chyba że autor wskaże inaczej).
Inną odmianą kompozycji szachowej jest studium. Jest to zadanie najczęściej przypominające końcową część partii i jest bardziej, niż problem, zbliżone treścią do zagadnień gry praktycznej. W rozwiązaniu studium zawsze rozpoczynają białe, które muszą albo doprowadzić do wygranej, albo do remisu. Studia szachowe nie są ograniczone liczbą posunięć.
Problemy szachowe klasyfikowane są także według liczby bierek. Gdy jest ich mniej niż osiem – mamy do czynienia z miniaturą, jeśli pomiędzy osiem i dwanaście – z problemem typu meredith.
Pierwsze kompozycje szachowe powstały w połowie XIX wieku. W Polsce pionierem tej dziedziny był Józef Żabiński, który pierwsze zadania stworzył w 1890 roku. W 1956 roku Międzynarodowa Federacja Szachowa powołała do życia Komisję Kompozycji Szachowej.
Pierwsze mistrzostwa świata w rozwiązywaniu zadań odbyły się w roku 1983. Jednym z najwybitniejszych zawodników na świecie w tej dyscyplinie jest Polak, Piotr Murdzia, który jest wielokrotnym mistrzem świata w rozwiązywaniu zadań szachowych.
Na diagramie 1 przedstawiono przykład prostej dwuchodówki. Białe zaczynają i matują w dwóch posunięciach:
|   | a | b | c | d | e | f | g | h |   |
| 8 | f8 – Biały król · g8 – Czarny goniec · h8 – Czarny król · g7 – Czarny pionek · h7 – Czarny pionek · g6 – Biały pionek · h3 – Biała wieża | f8 – Biały król · g8 – Czarny goniec · h8 – Czarny król · g7 – Czarny pionek · h7 – Czarny pionek · g6 – Biały pionek · h3 – Biała wieża | f8 – Biały król · g8 – Czarny goniec · h8 – Czarny król · g7 – Czarny pionek · h7 – Czarny pionek · g6 – Biały pionek · h3 – Biała wieża | f8 – Biały król · g8 – Czarny goniec · h8 – Czarny król · g7 – Czarny pionek · h7 – Czarny pionek · g6 – Biały pionek · h3 – Biała wieża | f8 – Biały król · g8 – Czarny goniec · h8 – Czarny król · g7 – Czarny pionek · h7 – Czarny pionek · g6 – Biały pionek · h3 – Biała wieża | f8 – Biały król · g8 – Czarny goniec · h8 – Czarny król · g7 – Czarny pionek · h7 – Czarny pionek · g6 – Biały pionek · h3 – Biała wieża | f8 – Biały król · g8 – Czarny goniec · h8 – Czarny król · g7 – Czarny pionek · h7 – Czarny pionek · g6 – Biały pionek · h3 – Biała wieża | f8 – Biały król · g8 – Czarny goniec · h8 – Czarny król · g7 – Czarny pionek · h7 – Czarny pionek · g6 – Biały pionek · h3 – Biała wieża | 8 |
| 7 | f8 – Biały król · g8 – Czarny goniec · h8 – Czarny król · g7 – Czarny pionek · h7 – Czarny pionek · g6 – Biały pionek · h3 – Biała wieża | f8 – Biały król · g8 – Czarny goniec · h8 – Czarny król · g7 – Czarny pionek · h7 – Czarny pionek · g6 – Biały pionek · h3 – Biała wieża | f8 – Biały król · g8 – Czarny goniec · h8 – Czarny król · g7 – Czarny pionek · h7 – Czarny pionek · g6 – Biały pionek · h3 – Biała wieża | f8 – Biały król · g8 – Czarny goniec · h8 – Czarny król · g7 – Czarny pionek · h7 – Czarny pionek · g6 – Biały pionek · h3 – Biała wieża | f8 – Biały król · g8 – Czarny goniec · h8 – Czarny król · g7 – Czarny pionek · h7 – Czarny pionek · g6 – Biały pionek · h3 – Biała wieża | f8 – Biały król · g8 – Czarny goniec · h8 – Czarny król · g7 – Czarny pionek · h7 – Czarny pionek · g6 – Biały pionek · h3 – Biała wieża | f8 – Biały król · g8 – Czarny goniec · h8 – Czarny król · g7 – Czarny pionek · h7 – Czarny pionek · g6 – Biały pionek · h3 – Biała wieża | f8 – Biały król · g8 – Czarny goniec · h8 – Czarny król · g7 – Czarny pionek · h7 – Czarny pionek · g6 – Biały pionek · h3 – Biała wieża | 7 |
| 6 | f8 – Biały król · g8 – Czarny goniec · h8 – Czarny król · g7 – Czarny pionek · h7 – Czarny pionek · g6 – Biały pionek · h3 – Biała wieża | f8 – Biały król · g8 – Czarny goniec · h8 – Czarny król · g7 – Czarny pionek · h7 – Czarny pionek · g6 – Biały pionek · h3 – Biała wieża | f8 – Biały król · g8 – Czarny goniec · h8 – Czarny król · g7 – Czarny pionek · h7 – Czarny pionek · g6 – Biały pionek · h3 – Biała wieża | f8 – Biały król · g8 – Czarny goniec · h8 – Czarny król · g7 – Czarny pionek · h7 – Czarny pionek · g6 – Biały pionek · h3 – Biała wieża | f8 – Biały król · g8 – Czarny goniec · h8 – Czarny król · g7 – Czarny pionek · h7 – Czarny pionek · g6 – Biały pionek · h3 – Biała wieża | f8 – Biały król · g8 – Czarny goniec · h8 – Czarny król · g7 – Czarny pionek · h7 – Czarny pionek · g6 – Biały pionek · h3 – Biała wieża | f8 – Biały król · g8 – Czarny goniec · h8 – Czarny król · g7 – Czarny pionek · h7 – Czarny pionek · g6 – Biały pionek · h3 – Biała wieża | f8 – Biały król · g8 – Czarny goniec · h8 – Czarny król · g7 – Czarny pionek · h7 – Czarny pionek · g6 – Biały pionek · h3 – Biała wieża | 6 |
| 5 | f8 – Biały król · g8 – Czarny goniec · h8 – Czarny król · g7 – Czarny pionek · h7 – Czarny pionek · g6 – Biały pionek · h3 – Biała wieża | f8 – Biały król · g8 – Czarny goniec · h8 – Czarny król · g7 – Czarny pionek · h7 – Czarny pionek · g6 – Biały pionek · h3 – Biała wieża | f8 – Biały król · g8 – Czarny goniec · h8 – Czarny król · g7 – Czarny pionek · h7 – Czarny pionek · g6 – Biały pionek · h3 – Biała wieża | f8 – Biały król · g8 – Czarny goniec · h8 – Czarny król · g7 – Czarny pionek · h7 – Czarny pionek · g6 – Biały pionek · h3 – Biała wieża | f8 – Biały król · g8 – Czarny goniec · h8 – Czarny król · g7 – Czarny pionek · h7 – Czarny pionek · g6 – Biały pionek · h3 – Biała wieża | f8 – Biały król · g8 – Czarny goniec · h8 – Czarny król · g7 – Czarny pionek · h7 – Czarny pionek · g6 – Biały pionek · h3 – Biała wieża | f8 – Biały król · g8 – Czarny goniec · h8 – Czarny król · g7 – Czarny pionek · h7 – Czarny pionek · g6 – Biały pionek · h3 – Biała wieża | f8 – Biały król · g8 – Czarny goniec · h8 – Czarny król · g7 – Czarny pionek · h7 – Czarny pionek · g6 – Biały pionek · h3 – Biała wieża | 5 |
| 4 | f8 – Biały król · g8 – Czarny goniec · h8 – Czarny król · g7 – Czarny pionek · h7 – Czarny pionek · g6 – Biały pionek · h3 – Biała wieża | f8 – Biały król · g8 – Czarny goniec · h8 – Czarny król · g7 – Czarny pionek · h7 – Czarny pionek · g6 – Biały pionek · h3 – Biała wieża | f8 – Biały król · g8 – Czarny goniec · h8 – Czarny król · g7 – Czarny pionek · h7 – Czarny pionek · g6 – Biały pionek · h3 – Biała wieża | f8 – Biały król · g8 – Czarny goniec · h8 – Czarny król · g7 – Czarny pionek · h7 – Czarny pionek · g6 – Biały pionek · h3 – Biała wieża | f8 – Biały król · g8 – Czarny goniec · h8 – Czarny król · g7 – Czarny pionek · h7 – Czarny pionek · g6 – Biały pionek · h3 – Biała wieża | f8 – Biały król · g8 – Czarny goniec · h8 – Czarny król · g7 – Czarny pionek · h7 – Czarny pionek · g6 – Biały pionek · h3 – Biała wieża | f8 – Biały król · g8 – Czarny goniec · h8 – Czarny król · g7 – Czarny pionek · h7 – Czarny pionek · g6 – Biały pionek · h3 – Biała wieża | f8 – Biały król · g8 – Czarny goniec · h8 – Czarny król · g7 – Czarny pionek · h7 – Czarny pionek · g6 – Biały pionek · h3 – Biała wieża | 4 |
| 3 | f8 – Biały król · g8 – Czarny goniec · h8 – Czarny król · g7 – Czarny pionek · h7 – Czarny pionek · g6 – Biały pionek · h3 – Biała wieża | f8 – Biały król · g8 – Czarny goniec · h8 – Czarny król · g7 – Czarny pionek · h7 – Czarny pionek · g6 – Biały pionek · h3 – Biała wieża | f8 – Biały król · g8 – Czarny goniec · h8 – Czarny król · g7 – Czarny pionek · h7 – Czarny pionek · g6 – Biały pionek · h3 – Biała wieża | f8 – Biały król · g8 – Czarny goniec · h8 – Czarny król · g7 – Czarny pionek · h7 – Czarny pionek · g6 – Biały pionek · h3 – Biała wieża | f8 – Biały król · g8 – Czarny goniec · h8 – Czarny król · g7 – Czarny pionek · h7 – Czarny pionek · g6 – Biały pionek · h3 – Biała wieża | f8 – Biały król · g8 – Czarny goniec · h8 – Czarny król · g7 – Czarny pionek · h7 – Czarny pionek · g6 – Biały pionek · h3 – Biała wieża | f8 – Biały król · g8 – Czarny goniec · h8 – Czarny król · g7 – Czarny pionek · h7 – Czarny pionek · g6 – Biały pionek · h3 – Biała wieża | f8 – Biały król · g8 – Czarny goniec · h8 – Czarny król · g7 – Czarny pionek · h7 – Czarny pionek · g6 – Biały pionek · h3 – Biała wieża | 3 |
| 2 | f8 – Biały król · g8 – Czarny goniec · h8 – Czarny król · g7 – Czarny pionek · h7 – Czarny pionek · g6 – Biały pionek · h3 – Biała wieża | f8 – Biały król · g8 – Czarny goniec · h8 – Czarny król · g7 – Czarny pionek · h7 – Czarny pionek · g6 – Biały pionek · h3 – Biała wieża | f8 – Biały król · g8 – Czarny goniec · h8 – Czarny król · g7 – Czarny pionek · h7 – Czarny pionek · g6 – Biały pionek · h3 – Biała wieża | f8 – Biały król · g8 – Czarny goniec · h8 – Czarny król · g7 – Czarny pionek · h7 – Czarny pionek · g6 – Biały pionek · h3 – Biała wieża | f8 – Biały król · g8 – Czarny goniec · h8 – Czarny król · g7 – Czarny pionek · h7 – Czarny pionek · g6 – Biały pionek · h3 – Biała wieża | f8 – Biały król · g8 – Czarny goniec · h8 – Czarny król · g7 – Czarny pionek · h7 – Czarny pionek · g6 – Biały pionek · h3 – Biała wieża | f8 – Biały król · g8 – Czarny goniec · h8 – Czarny król · g7 – Czarny pionek · h7 – Czarny pionek · g6 – Biały pionek · h3 – Biała wieża | f8 – Biały król · g8 – Czarny goniec · h8 – Czarny król · g7 – Czarny pionek · h7 – Czarny pionek · g6 – Biały pionek · h3 – Biała wieża | 2 |
| 1 | f8 – Biały król · g8 – Czarny goniec · h8 – Czarny król · g7 – Czarny pionek · h7 – Czarny pionek · g6 – Biały pionek · h3 – Biała wieża | f8 – Biały król · g8 – Czarny goniec · h8 – Czarny król · g7 – Czarny pionek · h7 – Czarny pionek · g6 – Biały pionek · h3 – Biała wieża | f8 – Biały król · g8 – Czarny goniec · h8 – Czarny król · g7 – Czarny pionek · h7 – Czarny pionek · g6 – Biały pionek · h3 – Biała wieża | f8 – Biały król · g8 – Czarny goniec · h8 – Czarny król · g7 – Czarny pionek · h7 – Czarny pionek · g6 – Biały pionek · h3 – Biała wieża | f8 – Biały król · g8 – Czarny goniec · h8 – Czarny król · g7 – Czarny pionek · h7 – Czarny pionek · g6 – Biały pionek · h3 – Biała wieża | f8 – Biały król · g8 – Czarny goniec · h8 – Czarny król · g7 – Czarny pionek · h7 – Czarny pionek · g6 – Biały pionek · h3 – Biała wieża | f8 – Biały król · g8 – Czarny goniec · h8 – Czarny król · g7 – Czarny pionek · h7 – Czarny pionek · g6 – Biały pionek · h3 – Biała wieża | f8 – Biały król · g8 – Czarny goniec · h8 – Czarny król · g7 – Czarny pionek · h7 – Czarny pionek · g6 – Biały pionek · h3 – Biała wieża | 1 |
|   | a | b | c | d | e | f | g | h |   |

Rozwiązanie: 1. Wh6! Jeśli czarne zagrają 1... g:h6 to nastąpi 2. g7#, natomiast jeśli czarne odejdą gońcem na dowolne pole, to nastąpi 2. W:h7#.
Za początek polskiej kompozycji szachowej uważane jest następujące zadanie J.Dziewońskiego, opublikowane w czasopiśmie „Wiener Schachzeitung” w 1855 roku (diagram 2).
|   | a | b | c | d | e | f | g | h |   |
| 8 | c7 – Czarny pionek · a6 – Czarny pionek · c5 – Czarny pionek · a4 – Czarny król · b4 – Biały skoczek · c4 – Biały król · a3 – Czarny pionek · a2 – Biały pionek | c7 – Czarny pionek · a6 – Czarny pionek · c5 – Czarny pionek · a4 – Czarny król · b4 – Biały skoczek · c4 – Biały król · a3 – Czarny pionek · a2 – Biały pionek | c7 – Czarny pionek · a6 – Czarny pionek · c5 – Czarny pionek · a4 – Czarny król · b4 – Biały skoczek · c4 – Biały król · a3 – Czarny pionek · a2 – Biały pionek | c7 – Czarny pionek · a6 – Czarny pionek · c5 – Czarny pionek · a4 – Czarny król · b4 – Biały skoczek · c4 – Biały król · a3 – Czarny pionek · a2 – Biały pionek | c7 – Czarny pionek · a6 – Czarny pionek · c5 – Czarny pionek · a4 – Czarny król · b4 – Biały skoczek · c4 – Biały król · a3 – Czarny pionek · a2 – Biały pionek | c7 – Czarny pionek · a6 – Czarny pionek · c5 – Czarny pionek · a4 – Czarny król · b4 – Biały skoczek · c4 – Biały król · a3 – Czarny pionek · a2 – Biały pionek | c7 – Czarny pionek · a6 – Czarny pionek · c5 – Czarny pionek · a4 – Czarny król · b4 – Biały skoczek · c4 – Biały król · a3 – Czarny pionek · a2 – Biały pionek | c7 – Czarny pionek · a6 – Czarny pionek · c5 – Czarny pionek · a4 – Czarny król · b4 – Biały skoczek · c4 – Biały król · a3 – Czarny pionek · a2 – Biały pionek | 8 |
| 7 | c7 – Czarny pionek · a6 – Czarny pionek · c5 – Czarny pionek · a4 – Czarny król · b4 – Biały skoczek · c4 – Biały król · a3 – Czarny pionek · a2 – Biały pionek | c7 – Czarny pionek · a6 – Czarny pionek · c5 – Czarny pionek · a4 – Czarny król · b4 – Biały skoczek · c4 – Biały król · a3 – Czarny pionek · a2 – Biały pionek | c7 – Czarny pionek · a6 – Czarny pionek · c5 – Czarny pionek · a4 – Czarny król · b4 – Biały skoczek · c4 – Biały król · a3 – Czarny pionek · a2 – Biały pionek | c7 – Czarny pionek · a6 – Czarny pionek · c5 – Czarny pionek · a4 – Czarny król · b4 – Biały skoczek · c4 – Biały król · a3 – Czarny pionek · a2 – Biały pionek | c7 – Czarny pionek · a6 – Czarny pionek · c5 – Czarny pionek · a4 – Czarny król · b4 – Biały skoczek · c4 – Biały król · a3 – Czarny pionek · a2 – Biały pionek | c7 – Czarny pionek · a6 – Czarny pionek · c5 – Czarny pionek · a4 – Czarny król · b4 – Biały skoczek · c4 – Biały król · a3 – Czarny pionek · a2 – Biały pionek | c7 – Czarny pionek · a6 – Czarny pionek · c5 – Czarny pionek · a4 – Czarny król · b4 – Biały skoczek · c4 – Biały król · a3 – Czarny pionek · a2 – Biały pionek | c7 – Czarny pionek · a6 – Czarny pionek · c5 – Czarny pionek · a4 – Czarny król · b4 – Biały skoczek · c4 – Biały król · a3 – Czarny pionek · a2 – Biały pionek | 7 |
| 6 | c7 – Czarny pionek · a6 – Czarny pionek · c5 – Czarny pionek · a4 – Czarny król · b4 – Biały skoczek · c4 – Biały król · a3 – Czarny pionek · a2 – Biały pionek | c7 – Czarny pionek · a6 – Czarny pionek · c5 – Czarny pionek · a4 – Czarny król · b4 – Biały skoczek · c4 – Biały król · a3 – Czarny pionek · a2 – Biały pionek | c7 – Czarny pionek · a6 – Czarny pionek · c5 – Czarny pionek · a4 – Czarny król · b4 – Biały skoczek · c4 – Biały król · a3 – Czarny pionek · a2 – Biały pionek | c7 – Czarny pionek · a6 – Czarny pionek · c5 – Czarny pionek · a4 – Czarny król · b4 – Biały skoczek · c4 – Biały król · a3 – Czarny pionek · a2 – Biały pionek | c7 – Czarny pionek · a6 – Czarny pionek · c5 – Czarny pionek · a4 – Czarny król · b4 – Biały skoczek · c4 – Biały król · a3 – Czarny pionek · a2 – Biały pionek | c7 – Czarny pionek · a6 – Czarny pionek · c5 – Czarny pionek · a4 – Czarny król · b4 – Biały skoczek · c4 – Biały król · a3 – Czarny pionek · a2 – Biały pionek | c7 – Czarny pionek · a6 – Czarny pionek · c5 – Czarny pionek · a4 – Czarny król · b4 – Biały skoczek · c4 – Biały król · a3 – Czarny pionek · a2 – Biały pionek | c7 – Czarny pionek · a6 – Czarny pionek · c5 – Czarny pionek · a4 – Czarny król · b4 – Biały skoczek · c4 – Biały król · a3 – Czarny pionek · a2 – Biały pionek | 6 |
| 5 | c7 – Czarny pionek · a6 – Czarny pionek · c5 – Czarny pionek · a4 – Czarny król · b4 – Biały skoczek · c4 – Biały król · a3 – Czarny pionek · a2 – Biały pionek | c7 – Czarny pionek · a6 – Czarny pionek · c5 – Czarny pionek · a4 – Czarny król · b4 – Biały skoczek · c4 – Biały król · a3 – Czarny pionek · a2 – Biały pionek | c7 – Czarny pionek · a6 – Czarny pionek · c5 – Czarny pionek · a4 – Czarny król · b4 – Biały skoczek · c4 – Biały król · a3 – Czarny pionek · a2 – Biały pionek | c7 – Czarny pionek · a6 – Czarny pionek · c5 – Czarny pionek · a4 – Czarny król · b4 – Biały skoczek · c4 – Biały król · a3 – Czarny pionek · a2 – Biały pionek | c7 – Czarny pionek · a6 – Czarny pionek · c5 – Czarny pionek · a4 – Czarny król · b4 – Biały skoczek · c4 – Biały król · a3 – Czarny pionek · a2 – Biały pionek | c7 – Czarny pionek · a6 – Czarny pionek · c5 – Czarny pionek · a4 – Czarny król · b4 – Biały skoczek · c4 – Biały król · a3 – Czarny pionek · a2 – Biały pionek | c7 – Czarny pionek · a6 – Czarny pionek · c5 – Czarny pionek · a4 – Czarny król · b4 – Biały skoczek · c4 – Biały król · a3 – Czarny pionek · a2 – Biały pionek | c7 – Czarny pionek · a6 – Czarny pionek · c5 – Czarny pionek · a4 – Czarny król · b4 – Biały skoczek · c4 – Biały król · a3 – Czarny pionek · a2 – Biały pionek | 5 |
| 4 | c7 – Czarny pionek · a6 – Czarny pionek · c5 – Czarny pionek · a4 – Czarny król · b4 – Biały skoczek · c4 – Biały król · a3 – Czarny pionek · a2 – Biały pionek | c7 – Czarny pionek · a6 – Czarny pionek · c5 – Czarny pionek · a4 – Czarny król · b4 – Biały skoczek · c4 – Biały król · a3 – Czarny pionek · a2 – Biały pionek | c7 – Czarny pionek · a6 – Czarny pionek · c5 – Czarny pionek · a4 – Czarny król · b4 – Biały skoczek · c4 – Biały król · a3 – Czarny pionek · a2 – Biały pionek | c7 – Czarny pionek · a6 – Czarny pionek · c5 – Czarny pionek · a4 – Czarny król · b4 – Biały skoczek · c4 – Biały król · a3 – Czarny pionek · a2 – Biały pionek | c7 – Czarny pionek · a6 – Czarny pionek · c5 – Czarny pionek · a4 – Czarny król · b4 – Biały skoczek · c4 – Biały król · a3 – Czarny pionek · a2 – Biały pionek | c7 – Czarny pionek · a6 – Czarny pionek · c5 – Czarny pionek · a4 – Czarny król · b4 – Biały skoczek · c4 – Biały król · a3 – Czarny pionek · a2 – Biały pionek | c7 – Czarny pionek · a6 – Czarny pionek · c5 – Czarny pionek · a4 – Czarny król · b4 – Biały skoczek · c4 – Biały król · a3 – Czarny pionek · a2 – Biały pionek | c7 – Czarny pionek · a6 – Czarny pionek · c5 – Czarny pionek · a4 – Czarny król · b4 – Biały skoczek · c4 – Biały król · a3 – Czarny pionek · a2 – Biały pionek | 4 |
| 3 | c7 – Czarny pionek · a6 – Czarny pionek · c5 – Czarny pionek · a4 – Czarny król · b4 – Biały skoczek · c4 – Biały król · a3 – Czarny pionek · a2 – Biały pionek | c7 – Czarny pionek · a6 – Czarny pionek · c5 – Czarny pionek · a4 – Czarny król · b4 – Biały skoczek · c4 – Biały król · a3 – Czarny pionek · a2 – Biały pionek | c7 – Czarny pionek · a6 – Czarny pionek · c5 – Czarny pionek · a4 – Czarny król · b4 – Biały skoczek · c4 – Biały król · a3 – Czarny pionek · a2 – Biały pionek | c7 – Czarny pionek · a6 – Czarny pionek · c5 – Czarny pionek · a4 – Czarny król · b4 – Biały skoczek · c4 – Biały król · a3 – Czarny pionek · a2 – Biały pionek | c7 – Czarny pionek · a6 – Czarny pionek · c5 – Czarny pionek · a4 – Czarny król · b4 – Biały skoczek · c4 – Biały król · a3 – Czarny pionek · a2 – Biały pionek | c7 – Czarny pionek · a6 – Czarny pionek · c5 – Czarny pionek · a4 – Czarny król · b4 – Biały skoczek · c4 – Biały król · a3 – Czarny pionek · a2 – Biały pionek | c7 – Czarny pionek · a6 – Czarny pionek · c5 – Czarny pionek · a4 – Czarny król · b4 – Biały skoczek · c4 – Biały król · a3 – Czarny pionek · a2 – Biały pionek | c7 – Czarny pionek · a6 – Czarny pionek · c5 – Czarny pionek · a4 – Czarny król · b4 – Biały skoczek · c4 – Biały król · a3 – Czarny pionek · a2 – Biały pionek | 3 |
| 2 | c7 – Czarny pionek · a6 – Czarny pionek · c5 – Czarny pionek · a4 – Czarny król · b4 – Biały skoczek · c4 – Biały król · a3 – Czarny pionek · a2 – Biały pionek | c7 – Czarny pionek · a6 – Czarny pionek · c5 – Czarny pionek · a4 – Czarny król · b4 – Biały skoczek · c4 – Biały król · a3 – Czarny pionek · a2 – Biały pionek | c7 – Czarny pionek · a6 – Czarny pionek · c5 – Czarny pionek · a4 – Czarny król · b4 – Biały skoczek · c4 – Biały król · a3 – Czarny pionek · a2 – Biały pionek | c7 – Czarny pionek · a6 – Czarny pionek · c5 – Czarny pionek · a4 – Czarny król · b4 – Biały skoczek · c4 – Biały król · a3 – Czarny pionek · a2 – Biały pionek | c7 – Czarny pionek · a6 – Czarny pionek · c5 – Czarny pionek · a4 – Czarny król · b4 – Biały skoczek · c4 – Biały król · a3 – Czarny pionek · a2 – Biały pionek | c7 – Czarny pionek · a6 – Czarny pionek · c5 – Czarny pionek · a4 – Czarny król · b4 – Biały skoczek · c4 – Biały król · a3 – Czarny pionek · a2 – Biały pionek | c7 – Czarny pionek · a6 – Czarny pionek · c5 – Czarny pionek · a4 – Czarny król · b4 – Biały skoczek · c4 – Biały król · a3 – Czarny pionek · a2 – Biały pionek | c7 – Czarny pionek · a6 – Czarny pionek · c5 – Czarny pionek · a4 – Czarny król · b4 – Biały skoczek · c4 – Biały król · a3 – Czarny pionek · a2 – Biały pionek | 2 |
| 1 | c7 – Czarny pionek · a6 – Czarny pionek · c5 – Czarny pionek · a4 – Czarny król · b4 – Biały skoczek · c4 – Biały król · a3 – Czarny pionek · a2 – Biały pionek | c7 – Czarny pionek · a6 – Czarny pionek · c5 – Czarny pionek · a4 – Czarny król · b4 – Biały skoczek · c4 – Biały król · a3 – Czarny pionek · a2 – Biały pionek | c7 – Czarny pionek · a6 – Czarny pionek · c5 – Czarny pionek · a4 – Czarny król · b4 – Biały skoczek · c4 – Biały król · a3 – Czarny pionek · a2 – Biały pionek | c7 – Czarny pionek · a6 – Czarny pionek · c5 – Czarny pionek · a4 – Czarny król · b4 – Biały skoczek · c4 – Biały król · a3 – Czarny pionek · a2 – Biały pionek | c7 – Czarny pionek · a6 – Czarny pionek · c5 – Czarny pionek · a4 – Czarny król · b4 – Biały skoczek · c4 – Biały król · a3 – Czarny pionek · a2 – Biały pionek | c7 – Czarny pionek · a6 – Czarny pionek · c5 – Czarny pionek · a4 – Czarny król · b4 – Biały skoczek · c4 – Biały król · a3 – Czarny pionek · a2 – Biały pionek | c7 – Czarny pionek · a6 – Czarny pionek · c5 – Czarny pionek · a4 – Czarny król · b4 – Biały skoczek · c4 – Biały król · a3 – Czarny pionek · a2 – Biały pionek | c7 – Czarny pionek · a6 – Czarny pionek · c5 – Czarny pionek · a4 – Czarny król · b4 – Biały skoczek · c4 – Biały król · a3 – Czarny pionek · a2 – Biały pionek | 1 |
|   | a | b | c | d | e | f | g | h |   |

Rozwiązanie: [1. Sc6 a5 2. Sa7 c6 3. Sb5 c:b5+ 4. K:c5 b4 5. Kc4 b3 6. a:b3#]
(zaznacz tekst pomiędzy nawiasami, aby zobaczyć rozwiązanie)